# Ute Hankers
Ute Hankers (* 21. Februar 1965 in Iburg, heute Ute von Schleinitz) ist eine ehemalige deutsche Volleyballspielerin.
1984 nahm sie mit der bundesdeutschen Volleyball-Nationalmannschaft an den Olympischen Spielen in Los Angeles teil und belegte dort Platz sechs. Ute Hankers spielte für den VfL Oythe und CJD Feuerbach, mit dem sie 1989 deutscher Meister wurde. Anschließend spielte sie im österreichischen Salzburg.
Ute von Schleinitz lebt heute mit Ehemann und drei Kindern in Schönau am Königssee. Ihr Sohn Kilian von Schleinitz ist Skeletonpilot, ihre beiden anderen Kinder Julian von Schleinitz und Carolin von Schleinitz sind Rennrodler.